# شهرستان درومون
شهرستان درومون|درومون (به انگلیسی: Drummond Regional County Municipality) یک منطقهٔ مسکونی در کانادا است که در سانتر-دو-کبک واقع شده‌است. شهرستان درومون|درومون ۱٬۶۲۷٫۲۰ کیلومتر مربع مساحت و ۹۸٬۶۸۱ نفر جمعیت دارد.